# Club Deportivo Iliturgi
El Club Deportivo Iliturgi Club de Fútbol es un club de fútbol español de la ciudad de Andújar, en Jaén. Actualmente, después de volverse a fundar reside en división de honor española. Anteriormente se fundó en 1922 pero dejó de competir en 2007, tras ascender a Tercera División y no poder hacer frente a una deuda de 130 000 euros.

## Historia
Fue fundado en 1922. La temporada 1947-1948 accede por primera vez a categoría nacional, al ascender a Tercera División. A lo largo de su historia, disputó 38 temporadas en esta categoría, siendo la última la 2001-2002, en la que desciende al ser colista. La temporada 2006-2007 acaba como campeón del grupo III (Jaén y Málaga) de Primera División Andaluza, y consigue de nuevo el ascenso a Tercera. Sin embargo, no puede hacer frente a los pagos, y no se presenta a sus dos primeros partidos en Tercera, frente a Antequera CF y CD Roquetas, perdiendo definitivamente la categoría. Su puesto en Tercera no fue ocupado por ningún otro club, quedando el grupo IX con 21 participantes.

## Presidentes
Entre los presidentes del CD Iliturgi destaca el ex-atleta olímpico Fermín Cacho, que presidió el club entre julio de 2006 y febrero de 2007. Actualmente el Club Deportivo Iliturgi Club de Fútbol es presidido por Jerónimo Expósito Pérez, y su vicepresidente es Manuel Serrano Jover, han conformado un proyecto realista de acuerdo con la situación del club, donde todos los jugadores son de Andújar y donde ninguno cobra un céntimo a cambio de su esfuerzo y compromiso.

## Uniforme
- Uniforme titular: Camiseta a rayas azulgranas, pantalón y medias azul marino.
- Uniforme alternativo: Camiseta a rayas verdes y blanco , pantalón y medias blancos.

## Estadio
El Iliturgi disputaba sus partidos en el Sebastian Garcia Laguna en verano y en el Estadio de Santa Úrsula en invierno.

## Datos del club
- Temporadas en 1ª: 0
- Temporadas en 2ª: 0
- Temporadas en 2ª B: 0
- Temporadas en 3ª: 38

## Jugadores
Estos son algunos futbolistas que formaron parte del club: Arregui, Marcelino Campanal, Ficha, Miguel Reina, Anquela, Herrero.

## Palmarés

### Torneos nacionales
- Subcampeón de Tercera División de España (4): 1951/52, 1954/55, 1956/57 y 1957/58.
- Subcampeón de Copa Federación (1): 1947. (No reconocida por la Real Federación Española de Fútbol).

### Torneos regionales
- Regional Preferente (4): 1976/77, 1979/80, 1986/87 y 1988/90.
- Primera División de Andalucía (1): 2006/07

## Evolución por Temporadas
| Temporada | División            | Posición | Copa del Rey |
| --------- | ------------------- | -------- | ------------ |
| 1947/48   | Tercera División    | 6.º      |              |
| 1948/49   | Tercera División    | 11.º     |              |
| 1949/50   | Tercera División    | 5.º      |              |
| 1950/51   | Tercera División    | 9.º      |              |
| 1951/52   | Tercera División    | 2.º      |              |
| 1952/53   | Tercera División    | 10.º     |              |
| 1953/54   | Tercera División    | 12.º     |              |
| 1954/55   | Tercera División    | 2.º      |              |
| 1955/56   | Tercera División    | 5.º      |              |
| 1956/57   | Tercera División    | 2.º      |              |
| 1957/58   | Tercera División    | 2.º      |              |
| 1958/59   | Tercera División    | 8.º      |              |
| 1959/60   | Tercera División    | 5.º      |              |
| 1960/61   | Tercera División    | 14.º     |              |
| 1961/62   | Tercera División    | 10.º     |              |
| 1962/63   | Tercera División    | 11.º     |              |
| 1963/64   | Tercera División    | 13.º     |              |
| 1964/65   | Tercera División    | 5.º      |              |
| 1965/66   | Tercera División    | 6.º      |              |
| 1966/67   | Tercera División    | 9.º      |              |
| 1967/68   | Tercera División    | 9.º      |              |
| 1968/69   | Tercera División    | 16.º     |              |
| 1969/70   | Tercera División    | 19.º     |              |
| 1969–77   | Regional Preferente |          |              |

| Temporada | División            | Posición | Copa del Rey |
| --------- | ------------------- | -------- | ------------ |
| 1977/78   | Tercera División    | 10.º     |              |
| 1978/79   | Tercera División    | 20.º     |              |
| 1979/80   | Regional Preferente | 1.º      |              |
| 1980/81   | Tercera División    | 10.º     |              |
| 1981/82   | Tercera División    | 17.º     |              |
| 1982/83   | Tercera División    | 16.º     |              |
| 1983/84   | Tercera División    | 6.º      |              |
| 1984/85   | Tercera División    | 7.º      |              |
| 1985/86   | Tercera División    | 18.º     |              |
| 1986/87   | Regional Preferente | 1.º      |              |
| 1987/88   | Tercera División    | 21.º     |              |
| 1988–90   | Regional Preferente |          |              |
| 1990/91   | Tercera División    | 7.º      |              |
| 1991/92   | Tercera División    | 3.º      |              |
| 1992/93   | Tercera División    | 8.º      |              |
| 1993/94   | Tercera División    | 20.º     |              |
| 1994–00   | Regional Preferente |          |              |
| 2000/01   | Tercera División    | 16.º     |              |
| 2001/02   | Tercera División    | 21.º     |              |
| 2002/03   | Regional Preferente | 4.º      |              |
| 2003/04   | Regional Preferente | 3.º      |              |
| 2004/05   | Primera Andaluza    | -        |              |
| 2005/06   | Primera Andaluza    | -        |              |
| 2006/07   | Primera Andaluza    | 1.º      |              |